# Hemofilie
Hemofilie je geneticky podmíněné onemocnění projevující se poruchou srážlivosti krve, což se navenek projevuje chorobnou krvácivostí – krevními výrony do svalů či kloubů a omezenou schopností organismu zastavit krvácení. Chorobou se zabývá hematologie.
- Hemofilie A = absence nebo nedostatek Faktoru srážlivosti VIII
- Hemofilie B = absence nebo nedostatek Faktoru srážlivosti IX

Přenáší se ve formě vadné alely na chromozomu X, neboli jde o onemocnění gonosomálně recesivní. Obvykle postihuje pouze muže (není příliš pravděpodobné, že by se sešly dvě vadné alely, žena s jednou vadnou alelou je pouze skrytá přenašečka. Muži nemohou být skrytými přenašeči, jsou buďto nemocní (v tom případě jsou všechny jejich dcery přenašečky a všichni synové zdraví – za předpokladu, že matka nebyla přenašečkou), nebo zdraví. Chybný gen se váže na chromozom X, který s sebou nese osudnou informaci.
Ženy mají dva pohlavní chromozómy X, muži jeden X a jeden Y. To znamená, že všechny dcery hemofiliků jsou přenašečky, protože zdědily od otce postižený chromozóm X a všichni synové hemofiliků jsou zdraví, protože od otce dědí chromozóm Y, na který se chybný gen neváže. U dětí ženy přenašečky mohou nastat vždycky s padesátiprocentní pravděpodobností tyto případy: Může se narodit syn, který dědí od otce zdravý chromozom Y a od matky poškozený chromozom X, a  je tedy hemofilik.
Se stejnou pravděpodobností ovšem může syn od téže matky získat zdravý chromozom X a pak je zdravý. Tím hemofilie v této dědičné linii končí. Narodí-li se dcera, získá od zdravého otce zdravý chromozom X a od matky s padesátiprocentní pravděpodobností poškozený chromozom X, je tedy také přenašečkou. Existuje ovšem padesátiprocentní naděje, že zdědí i od matky zdravý chromozom a pak řada přenašeček a nemocných končí.
Zhruba ve 30 % případů se ale hemofilie objeví nově mutací genů, aniž by bylo zjištěno dědictví po předcích. V Česku je registrováno kolem 900 hemofiliků, sdružuje je Český svaz hemofiliků , národní členská organizace Světové hemofilické federace (World Federation of Hemophilia) a Evropského hemofilického konsorcia (European Haemophilia Consortium). Ve světě je více než milión mužů s hemofilií.

## Známé osobnosti

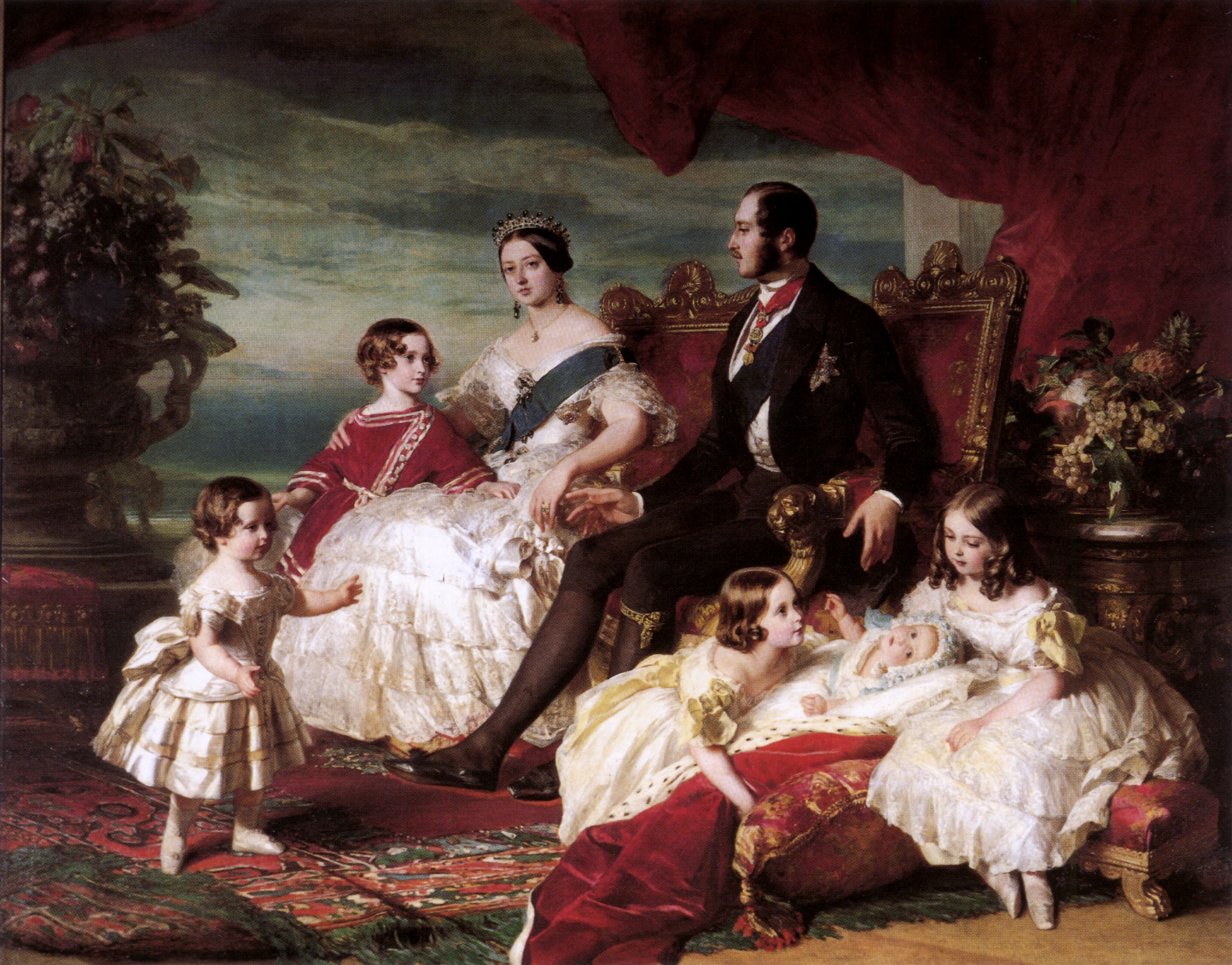
Nejproslulejší přenašečka hemofilie, britská královna Viktorie se svou rodinou

Nejznámější dědičná linie vznikla díky britské královně Viktorii. Než v roce 1901 zemřela, stačila osudové geny předat svému osmému potomku, synu Leopoldovi jehož dcera Alice se stala také přenašečkou. Ten trpěl častými krváceními a psalo se o nich i v britských odborných časopisech. Leopold zemřel na krvácení do mozku v jednatřiceti letech.
Ještě osudovější bylo dědictví jejích dcer Alice a Beatrice, které rozšířily onemocnění do královských rodin Německa, Španělska a Ruska.

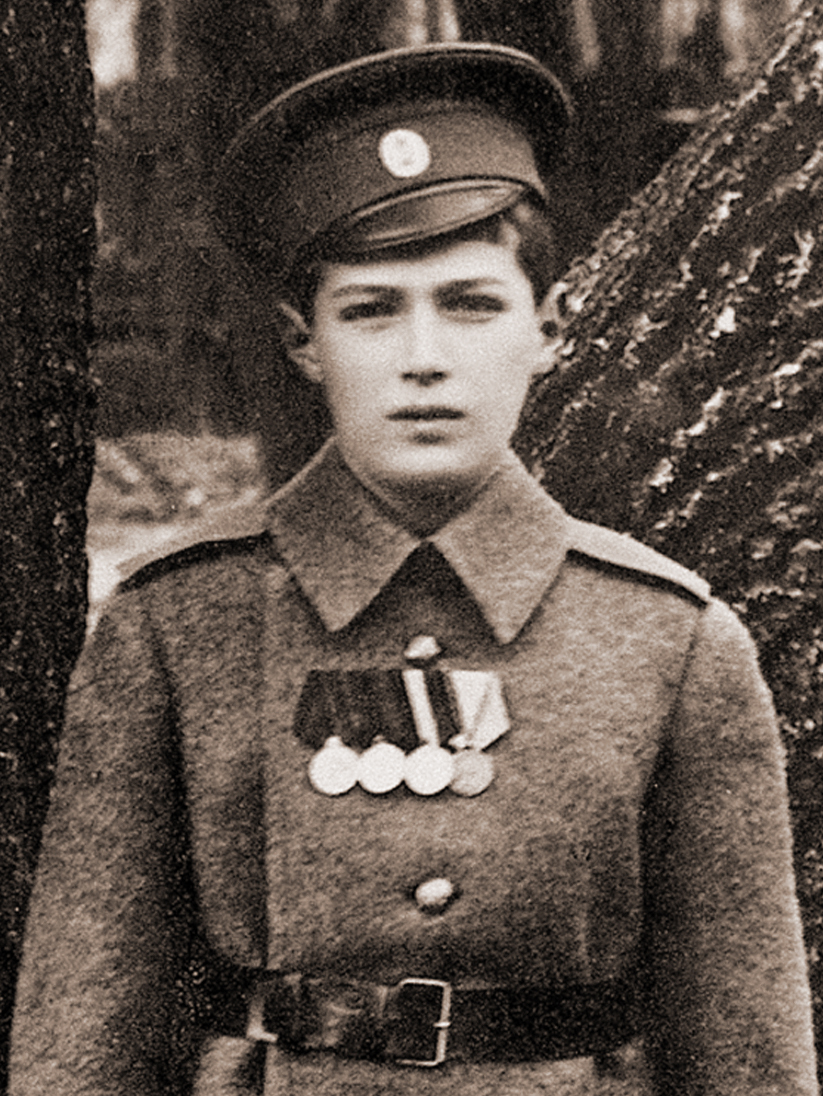
Nejproslulejší hemofilik – ruský carevič Alexej Nikolajevič

Nejproslulejším se stal příběh ruské carské rodiny, kam zanesla poškozený gen německá princezna a vnučka královny Viktorie, Alexandra Fjodorovna. S carem Mikulášem II. měli syna Alexeje, velmi těžkého hemofilika. Časté krvácivé projevy mu prakticky neumožňovaly normální život, byl neustále obklopen bodyguardy a ošetřovateli, žil ve skleníkovém prostředí. I to byl jeden z důvodů obrovského vlivu podvodného mnicha Grigorije Novika, zvaného Rasputin, na ruský dvůr. Byl totiž schopný hypnózou mladému careviči ulevit od bolesti, dokonce v některých případech i zastavit krvácení. Alexej se ruského trůnu nedočkal, s celou rodinou ho bolševici zastřelili v červenci 1918.
V anglickém exilu zemřeli před druhou světovou válkou také synové královny Viktorie Evženie, vnučky královny Viktorie a Alfonse XIII. – dva španělští princové. Oba po banálních zraněních – jeden lehce havaroval autem do telefonní budky, druhý si přivodil také v autě lehkým nárazem na volant krvácení do hrudní dutiny.
Hemofilií trpěl i Richard Burton, slavný britský herec šedesátých a sedmdesátých let, který se proslavil řadou filmových rolí a sňatkem s Elizabeth Taylorovou. Aby pomohl ostatním nemocným s touto vzácnou chorobou, založil se svou ženou fond, jenž nesl jeho jméno. Ve svých osmapadesáti letech pak herec zemřel na závažné krvácení do mozku.

## Historie
Nejstarší známá zmínka o nezvyklém krvácení, po němž zemřel na následky banálního úrazu jakýsi chlapec, se objevuje v díle arabského lékaře v dnes španělské Cordobě Albukasise na přelomu 11. a 12. století. Podrobněji se už zabývá zvláštní nepravidelností zvýšené krvácivosti chlapců v některých rodinách židovský autor Moises Maimonides o sto let později. U něj se už objevuje zárodek úvah o dědičnosti. Povšiml si, že úkaz se projevil u synů jedné matky ve dvou různých manželstvích.
První moderní pojednání sepsal a v roce 1803 publikoval městský lékař Filadelfie John Conrad Otto pod názvem „Zpráva o sklonu ke krvácivosti v některých rodinách.“ Zcela jasně už popsal základní rys: dědičnost a projev pouze u mužů. Vysledoval rodokmeny postižených rodin po mateřské linii zpět až do roku 1720. Udeřil tedy hřebík na hlavičku.
Samotné slovo hemofilie se objevilo poprvé v roce 1828, kdy jej použil švýcarský specialista Hopff působící na curyšské univerzitě. V minulém století výzkum hemofilie rychle akceleroval. Nejprve dva harvardští lékaři Patek a Taylor v roce 1937 zjistili, že vše ovlivňuje jistá součást krevní plazmy a nazvali ji Antihemofilický globulin.
Sedm let nato položil v Buenos Aires Pavlosky základ pro rozlišení faktoru VIII a IX, tudíž dvou odlišných forem hemofilie.
První pokus o léčbu popsal v časopise The Lancet Samuel Lane v roce 1840. Zjistil, že pooperační hemofilické krvácení se zmírnilo po podání čerstvé krve.
V první polovině padesátých let minulého století se začala využívat na základě objevů faktoru VIII už krevní plazma, užívala se dokonce i zvířecí. Roku 1965 izolovala Judith Poolová koncentrovaný faktor VIII a začal se používat kryoprecipitát. Proti plazmě podstatně zmenšil objem se stejnou účinností. Během deseti let vznikly lyofilizované koncentráty, které už bylo možné skladovat doma v běžné ledničce. Znovu mocně poklesl objem preparátu a účinnost se naopak zvýšila. Lyofilizované preparáty se skladují v běžných chladničkách a nemocní hemofilici si je v případě akutní potřeby sami intravenózně aplikují.

## Léčba hemofilie
Základem léčby hemofilie je injekční aplikace koncentrátu srážecího faktoru, který v krvi osob s hemofilií chybí. U každého pacienta je léčba individuální v závislosti na závažnosti onemocnění a aktuální hladině srážecího faktoru v krvi. Injekční aplikaci je možné provádět v domácím prostředí. Tato tzv. faktorová léčba hemofilie se používá jako profylaktická (viz níže), ale i jako on demand, tedy pouze při potížích spojených s onemocněním. 
V současnosti se celosvětově již aktivně používá i tzv. nefaktorová léčba, založená na aplikaci biologické léčby – bispecifické monoklonální protilátky. V současnosti je na trhu pouze jedna molekula tohoto typu, a to emicizumab, který je k použití registrován i v ČR a v případě těžké formy hemofilie typu A ho i hradí pojišťovny, a to jak pacientům s prokázanou přítomností inhibitoru proti faktoru VIII, tak pacientům bez inhibitoru. Při podávání emicizumabu odpadá nutnost intravaskulární aplikace léčby, jako je tomu v případě faktorové terapie – emicizumab se podává podkožní (SC) injekcí, a to v intervalu nejčastěji jednou za 14 dnů (lze ale i jednou týdně, nebo naopak jednou za měsíc). Použití emicizumabu je výhradně k profylaktické léčbě hemofilie. 
Profylaktická léčba hemofilie – přistupuje se k ní u dětí i dospělých s těžkou formou hemofilie. Pacient s hemofilií pravidelně aplikuje určité množství srážecího faktoru nebo bispecifické protilátky (emicizumabu) i v době, kdy nejsou patrné žádné známky krvácení. Profylaktická léčba pomáhá zamezit spontánnímu krvácení a chrání tak především před trvalým poškozením kloubů. Srážecí faktor se většinou aplikuje 2× až 3× týdně, dávkování emicizumabu viz předchozí odstavec. 
U osob s hemofilií, které si pravidelně (profylakticky) srážecí faktor nebo emicizumab neaplikují, může s větší pravděpodobností dojít ke spontánnímu krvácení (krvácivé epizodě). To se nejčastěji projeví silnou bolestí postiženého kloubu. Pak je důležité co nejdříve aplikovat dávku srážecího faktoru, aby se předešlo trvalému poškození kloubu. Proto je důležité mít doma koncentrát srážecího faktoru. Léčba krvácivé epizody dále pokračuje ve spolupráci s hematologickým centrem pod vedením specializovaného lékaře.
V roce 2022 představili lékaři z londýnské nemocnice Royal Free Hospital výsledky výzkumu, podle kterého by pacienti s hemofilií B mohli být léčeni genovou terapií, s níž měli úspěšnost 90 %.

## Současnost v Česku
V České republice je péče o hemofiliky na průměru EU. V republice je zřízeno celkem osm hemofilických center s komplexní léčbou. Vedoucím vědeckým, diagnostickým a terapeutickým pracovištěm je Ústav hematologie a krevní transfúze (ÚHKT) v Praze s mezinárodním renomé. 
Spotřeba léčebných derivátů je zhruba opět na úrovni průměru EU. Z finančních důvodů se užívají v drtivé většině preparáty vyrobené z plazmy, rekombinantní, jako ve vyspělých západních zemích, jen velmi zřídka a téměř výhradně u dětí. Rekombinanty zaručují, že nejsou infikovány žádným z dosud známých virů. V sedmdesátých a osmdesátých letech 20. století postihla hemofilickou populaci, zejména v USA a západní Evropě, nákaza virem HIV, jímž byly v době neznalosti viru tehdejší krevní deriváty často kontaminovány. V České republice se užívaly téměř výhradně zdroje plazmy z tuzemských odběrů, proto se nakazilo jen 17 hemofiliků. Jiné je to s přenosem hepatitidy, zejména hepatitidy typu C. Proti ní očkování neexistuje a případy nákazou prostřednictvím aplikace léčebných derivátů, se vyskytly.
Zájmy českých hemofiliků, jichž je zhruba 900, zastupuje Hemojunior a Český svaz hemofiliků. Jedná jejich jménem s příslušnými institucemi, vydává informační materiály s nejnovějšími poznatky, reprezentuje je na mezinárodním fóru a pořádá různé aktivity, především rekondiční pobyty pro děti i dospělé.